# 33-я отдельная бригада оперативного назначения
33-я ордена Жукова отдельная бригада оперативного назначения (сокр. 33 оброн, в/ч 3526) — тактическое соединение Войск национальной гвардии Российской Федерации. Старейшее существующее военное формирование Войск национальной гвардии.
Дислоцируется в посёлке городского типа Лебяжье Ломоносовского района Ленинградской области.

## История
Формирование первоначально создано в качестве кавалерийского полка ОГПУ при НКВД СССР 30 июня 1931 года. Место формирования — г. Алма-Ата Российской СФСР. Является старейшей войсковой частью НКВД, Внутренних войск МВД СССР и РФ. Целью создания была борьба с басмачеством.
В 1933 и 1937 гг. военнослужащие полка выполняли особо важные государственные задачи в китайской провинции Синьцзян по оказанию военной помощи правительственным войскам.
В 1939 году полк передислоцировали в Ленинград. В 1939—1940 гг. он участвовал в советско-финляндской войне. На февраль 1941 года числился в оперативных войсках НКВД как 13-й отдельный мотострелковый полк. С началом войны вошёл в состав новосформированной 21-й мотострелковой дивизии оперативных войск НКВД. В дальнейшем полк участвовал в обороне Ленинграда. Один из батальонов выполнял боевые задачи в районе Карельского перешейка и под Выборгом.
Автомашины полка занимались снабжением Ленинграда в блокаду. На Ленинградском фронте активно развивалось снайперское движение среди бойцов полка НКВД. За оборону Ленинграда 6 военнослужащих полка были награждены орденом Красного Знамени, 54 военнослужащих стали кавалерами ордена Красной Звезды. Всего за годы Великой Отечественной войны боевыми орденами и медалями было награждено 2613 военнослужащих формирования.
После окончания ВОВ, военнослужащие полка занимались борьбой с националистами на Западной Украине.
В 1990-е годы военнослужащие принимали участие по пресечению межнациональных конфликтов в Кировабаде, Ленинакане, Ереване, Баку, Фергане, Нахичевани, Южной и Северной Осетии.
33-я бригада оперативного назначения привлекалась к наведению конституционного порядка в первой чеченской войне. 14 декабря 1995 г. после захвата боевиками Гудермеса колонна бригады, выдвинувшаяся на разблокирование объектов города, попала в засаду. Прорыв кольца стоил жизням 26 военнослужащих. С тех пор ежегодно 14 декабря в бригаде проводится День памяти, на который приезжают члены семей, однополчане и друзья 145 погибших в двух чеченских кампаниях военнослужащих соединения.
Зимой 1999—2000 гг. 33-я бригада оперативного назначения принимала участие в штурме Грозного в составе группировки федеральных сил. Во время Второй чеченской войны в составе бригады несло службу более 1000 солдат как срочной, так и контрактной службы, которые контролировали Курчалоевский район, где находились лагеря террористов под руководством Шамиля Басаева. С начала Второй чеченской и до конца марта 2004 года бойцы бригады приняли участие в 210 мероприятиях: так, в 2004 году им были обнаружены 38 схронов с оружием и изъято более 12 тысяч единиц боеприпасов. В сентябре 1999 года 450 бойцов бригады были награждены государственными наградами. Также бригада участвовала в боях в селе Комсомольское в 2000 году.
В 2002 году в Лебяжье был открыт памятник погибшим в Чечне бойцам, на котором были упомянуты 132 фамилии военнослужащих 33-й бригады, погибших в ходе обеих чеченских кампаний (из них трое было удостоены звания Героя Российской Федерации посмертно). 1 апреля 2004 года стало известно, что бойцы 33-й отдельной бригады вернутся к месту постоянной дислокации, уступив место частям из Московского округа внутренних войск. Бойцы вернулись в Лебяжье 15 апреля 2004 года.
В 2015 году указом президента России 33-я бригада оперативного назначения была награждена орденом Жукова, награду ей вручил главком Внутренних войск Виктор Золотов.
11 октября 2019 года 33-я бригада оперативного назначения получила на хранение Боевое Красное Знамя 13-го мотострелкового полка внутренних войск НКВД СССР.

## Состав
- управление;
- 1-й батальон оперативного назначения;
- 2-й батальон оперативного назначения;
- 3-й батальон оперативного назначения;
- минометный дивизион;
- разведывательная рота;
- инженерно-сапёрная рота;
- комендантская рота;
- автомобильная рота;
- ремонтная рота;
- рота материального обеспечения;
- медицинская рота;
- взвод РХБ защиты;
- кинологический взвод;[9]
- оркестр.
- рота связи

## Отличившиеся воины
- майор Кульков, Никита Геннадьевич[3]
- капитан Бавыкин, Сергей Петрович[3]
- старший лейтенант Кичкайло, Геннадий Анатольевич[3]
- старший сержант Кокорин, Анатолий Александрович[3]